# Парвальбумин
Парвальбумин (англ. parvalbumin) - кальций-связывающий белок, относящийся к группе альбуминов.
Парвальбумин имеет три EF hand мотива и структурно связан с кальмодулином и тропонином C, с которым ген парвальбумина образует суперсемейство. Высокие уровни парвальбумина наблюдаются в быстросокращающихся мышцах; низкие уровни обнаруживаются также в головном мозге и некоторых эндокринных тканях. В мышцах парвальбумин секвестирует ионы Ca2+, что ускоряет мышечное расслабление. 
Исследования с использованием оптогенетики говорят о том, что парвальбумин-содержащие нейроны участвуют в генерации гамма-ритма.

## Внешние ссылки
- MESH: Parvalbumins